# Colin Woz 'Ere
Colin Woz ‘Ere (Most of the Time) is zowel een verzamel- als een livealbum van Under the Dome. Het zijn delen van optredens vermengd met twee studiotracks. Under the Dome bestaat uit Grant Middleton en Colin Anderson; de titel verwijst naar het feit dat Middleton ook weleens zonder Anderson optrad, zie bijvoorbeeld Wot No Colin? uit 2003. Het album is niet meer te koop, alleen nog als download of als cd-r te bestellen. 

## Muziek
| Nr. | Titel                                                               | Duur |
| --- | ------------------------------------------------------------------- | ---- |
| 1.  | Meet Me in St. Mary’s (optreden The Gathering, 13 september 2003)   |      |
| 2.  | Launch (idem)                                                       |      |
| 3.  | Dream Sequence (idem)                                               |      |
| 4.  | The Bridge (idem)                                                   |      |
| 5.  | Event Horizon (idem)                                                |      |
| 6.  | Hell (idem)                                                         |      |
| 7.  | Solar Gravity (studio)                                              |      |
| 8.  | Sodium Life (studio)                                                |      |
| 9.  | Philadelphia Experiment (optreden The Gathering, 17 september 2005) |      |
| 10. | The Forest Road (idem)                                              |      |
| 11. | Return (idem)                                                       |      |
| 12. | The Long Rain (idem)                                                |      |